# Delevea bertrandi
Delevea bertrandi is een keversoort uit de familie Torridincolidae. De wetenschappelijke naam van de soort is voor het eerst geldig gepubliceerd in 1976 door Reichardt.